# Horseshoe Island
Horseshoe Island ist eine kleine Insel im Nordosten von Bermuda. Die Form der Insel erinnert an ein Hufeisen (engl.: horseshoe). Sie liegt zwischen der Südostküste von Saint George’s Island und der Nordwestküste von Paget Island, direkt an der bermudischen Wasserstraße Town Cut.
Horseshoe Island ist mit dem nordöstlich vorgelagerten Higgs Island über eine etwa 70 Meter lange Nehrung verbunden. Beide Inselchen sind dicht bewaldet, gehören zum bermudischen Verwaltungsgebiet Saint George’s Parish, sind aber nicht bewohnt.